# 1980 en Grèce
Chronologie de la Grèce
- 1976
- 1977
- 1978
- 1979
- 1980
- 1981
- 1982
- 1983
- 1984

Cette page concerne les évènements survenus en 1980 en Grèce  :

## Évènements
- 5 mai : Gouvernement Rállis, à la suite de la démission de Konstantínos Karamanlís, au pouvoir depuis 1974.
- 31 juillet : Fusillade à Athènes.

## Cinéma - Sortie de film
- 30 septembre-5 octobre : Festival du cinéma grec
- Alexandre le Grand
- Elefthérios Venizélos (1910-1927)
- Vengos, le kamikaze fou

## Sport
- 13-24 février : Participation de la Grèce aux Jeux olympiques d'hiver à Lake Placid aux États-Unis.
- 26-29 mai : Rallye de l'Acropole
- 21-30 juin : Participation de la Grèce aux Jeux paralympiques d'été à Arnhem et Veenendaal aux Pays-Bas.
- 19 juillet-3 août : Participation de la Grèce aux Jeux olympiques d'été, à Moscou en Russie.
- Coupe de Grèce de football (1979-1980) (en)
- Coupe de Grèce de football (1980-1981) (en)
- Championnat de Grèce de football 1979-1980
- Championnat de Grèce de football 1980-1981
- Création des clubs Asteras Magoula F.C. (en), Asteras Magoula F.C. (en), Evros Football Clubs Association (en), Iraklis Ampelokipi F.C. (en) et Niki Tragano F.C. (en) (football).

## Création
- Centre de documentation nationale (en)
- Banque de la Crète (en)
- Collège St Lawrence d'Athènes (en)
- EYDAP (en)
- Germanos (en)
- Musée de la Ville d'Athènes
- Parti libéral
- Porfiras (en), périodique.
- Vardinogiannis Foundation (en), association caritative.

## Naissance
- Apóstolos Armenákis, joueur de volley-ball.
- Dimítris Arvanítis, footballeur.
- Ángelos Charistéas, footballeur.
- Dimítris Diamantídis, basketteur.
- Theofánis Gekas, footballeur.
- Panayiótis Ghiónis, pongiste.
- Zaharías Karoúnis, chanteur.
- Ilías Kassidiáris, député.
- Nikolétta Koutouxídou, joueuse de volley-ball.
- Sotírios Pantaléon, joueur de volley-ball.
- Konstantínos Proúsalis, joueur de volley-ball.
- Gavriíl Sakellarídis, économiste et personnalité politique.
- Kóstas Stivachtís, joueur de volley-ball.
- Efstáthios Tavlarídis, footballeur.

## Décès
- Róza Eskenázy, chanteuse surnommée la reine du rebetiko.
- Stratís Tsírkas, écrivain et essayiste.